# 広島県薬剤師会
公益社団法人広島県薬剤師会（こうえきしゃだんほうじんひろしまけんやくざいしかい、英称: Hiroshima Pharmaceutical Association）は、広島県の薬剤師を会員とする公益法人。

## 本部所在地
〒732-0057 広島県広島市東区二葉の里３－２－１

## 郡市薬剤師会
- 広島市薬剤師会
- 呉市薬剤師会
- 福山市薬剤師会